# Čtyři teorie tisku
Čtyři teorie tisku jsou normativní teorie z roku 1956, vytvořená sociology a mediálními teoretiky Fredem Siebertem, Theodorem Petersonem a Wilburem Schrammem; popisuje, jak fungují různé světové mediální systémy. Teorie rozdělení světa do této podoby byla následně překonána italskými teoretiky médií Hallinem a Manicim, kteří v roce 2004 představili komparativní analýzu tří typů mediálních systémů v postmoderním světě.

## Typy teorií
- autoritářská (Siebert): existuje ve společnostech, kde není svoboda tisku, média jako prostředek sdělování názorů autority (státu) + vytváření konsenzu ve společnosti, cenzura za porušování pravidel, uplatnění v diktaturách a vojenských režimech;

- libertariánská (Siebert): média jako prostředí, kde každý může svobodně vyslovit svůj názor, názory jsou v rovnováze, svoboda projevu a tisku je nejefektivnějšími nástroji, jimiž se společnost může dobrat pravdy a odhalit chyby;

- teorie sociální zodpovědnosti (Peterson): média jsou ekonomické subjekty, jejichž druhotným projevem je jejich postavení v podmínkách volného trhu, média jsou zodpovědná za společensky přínosné jednání, mají společenský závazek pravdivosti a objektivity (média veřejné služby); svoboda médií je žádoucí do té míry, do jaké je podpořena spol. odpovědným jednáním médií („hlídací pes demokracie“);

- sovětská teorie médií (Schramm): médium má sloužit lidu, snaží se dosáhnout stavu beztřídní společnosti, má vzdělávací a socializační funkci, má sloužit dělnické vrstvě.

### Doplnění teorií
Mediální teoretik Denis McQuail doplnil normativní teorie o další dvě:[zdroj?]
- demokraticko-participační (neziskové)
- rozvojová (země 3. světa)